# Cicer heterophyllum
Cicer heterophyllum är en ärtväxtart som beskrevs av Contand. och Al. Cicer heterophyllum ingår i släktet kikärter, och familjen ärtväxter. Inga underarter finns listade i Catalogue of Life.